# 三月あん
三月 あん（みづき あん、1983年1月28日 - ）は、日本のAV女優。
血液型A型。趣味は料理・サックス。

## 略歴
高知県出身。2001年、「三月あん」としてAVデビュー。2004年2月21日に甘味いちご名義でデビューした。

## 作品

### アダルトビデオ

#### 三月あん名義
2001年
- みるきぃHiスクール 三月あん（12月25日、みるきぃぷりん♪）

2002年
- 私立桃色女学館 早乙女つくし、内山あや、三月あん（1月23日、桃太郎映像出版）
- ●淫悪戯（いたずら） あん（2月8日、グローリークエスト）
- 半熟 2（2月8日、ワイルドサイド）共演:憂木愛美、和見あい 杏名義
- ロリっ娘美少女改造計画 ～巨乳少女アンの淡い記憶～（2月13日、タカラ映像）
- 手コキLOVE 夢にまで見た動くオナペット7人（2月20日、ディープス）他6名出演
- おんなのこのおなにー（2月20日、ディープス）他9名出演
- 緊縛露出痴女 10（2月26日、月光）
- 青い性欲 お初3人娘[三月あん 樹若菜 小泉ひかり（3月1日、ドグマ）
- 処女を犯したい 2（3月9日、アイエナジー）
- 穴パンシリーズ VOL.2（3月9日、ディープス）他出演:三本亜美
- ガチンコ!!ローションキャットファイト 2（3月20日、ソフト・オン・デマンド）他多数出演
- 女子校生猥褻美少女 PART.5（3月27日、月光）他出演:鳥塚薫
- 5人娘 超-股間のアングル1（3月29日、ワンズファクトリー）他4名出演
- ライブチャット（4月25日、桃太郎映像）他出演:及川奈央、朝倉まりあ、高野まりえ、高田のり
- 私立スペルマ学園 三月あん（5月3日、みるきぃぷりん♪）
- 輪姦願望の女たち 十数人の男に犯されまくる女体（5月15日、MOODYZ）他出演:水野礼子
- TOMB RAPER トゥームレイパー（5月20日、ホットエンターテイメント）共演:鏡麗子、宏岡みらい[1]
- 淫モラルブルマー悪戯（6月21日、笠倉出版社）他出演:岡野美憂、堤さやか
- いもうとをそだてよう!（6月22日、メディアステーション）他出演:樹若菜、三井エり
- 青い性欲 オナニーベスト Vol.2（8月10日、ドグマ）他出演:桃井望、樹若菜、広末奈緒、笠木忍
- デカP!2（8月21日、V&Rプロダクツ）他多数出演
- ●淫悪戯（いたずら） 総集編PART3（9月6日、グローリーークエスト）他出演:岡野美憂
- 青い性欲 フェラ顔 手コキ ハメ顔ベストVol.2（10月10日、ドグマ）他出演:長瀬愛、桃井望、新堂真美、樹若菜、広末奈緒、笠木忍
- ロリっ娘美少女改造計画総集編4 ～美しく舞う6人のロリっ娘達～（10月11日、タカラ映像）他出演:堤さやか、岡野美憂、樹若菜、竹内優美子、岬じゅん
- 強制露出マニアックス3時間 2（10月11日、メディアバンク）他出演:朝河蘭、桃井望、氷咲沙弥、池野瞳、堤さやか
- Sex Mix Party 2（10月21日、h.m.p）他出演:岡野美憂、笠木忍、樹若菜、双葉このみ
- 性書 ～女達のバイブル～（10月24日、キティ ハイ）他多数出演
- ロリっ娘美少女改造計画総集編6 ～6人のロリッ娘達の私的猥褻映像 「制服編」～（10月25日、タカラ映像）他出演:堤さやか、岡野美憂、樹若菜、雪野あいか、日向ひかる
- 「巨乳 美乳」作品集（11月4日、アイエナジー）他出演:星川みなみ、桜樹未来、桃井望、安西ゆみこ、高見涼
- 巨乳家族 完全版（11月20日、ケイ・エム・プロデュース）共演:朝河蘭、宏岡みらい
- Dカップ女子校生。完全版（11月20日、ケイ・エム・プロデュース）他出演:三井エリ、朝河蘭
- スジです!（11月22日、エッチアールシー）他出演:川村遥、早乙女つくし、萩原さやか、麻生加奈
- Premium 三月あん（11月28日、ジャネス）

2003年
- 女子校生8人斬り（1月10日、アイエナジー）他出演:桃井望、樹若菜、ともさか愛、三井エリ、松島楓、星野ひろみ、沢木萌
- ザーメン原理主義（1月10日、SODクリエイト）他出演:七瀬ななみ、小泉キラリ（菅野桃）、上村志保、豊田春美、愛川エリ、皆川さくら
- 総勢12人の女優たち 穴パン総集編（1月23日、ディープス）他11名出演
- 未公開秘蔵映像集 超アナルノーカット版（1月23日、アイエナジー）他11名出演
- AVアイドルおしゃぶり14連発（2月21日、笠倉出版社）他13名出演
- プライベートアングル 着替え15人（4月19日、アイエナジー）他14名出演
- 緊縛露出痴女 総集編3（5月23日、月光）他出演:水野礼子、栗田美沙、椎名みずき
- 5girls SWIM FUCK（5月29日、ジャネス）他出演:桃井望、辻井みう、山崎美穂
- 女子校生たちを犯しませんか（7月8日、隼エージェンシー）他7名出演

2004年
- PROVOCATION DANCE 8 girls 2（1月22日、ジャネス）他出演:奥菜千春、加藤由香、小泉ひかり、中里優奈、長瀬愛、堤さやか、楠木さやか
- LES-DOL（2月13日、ジャネス）他出演:泉星香、澤宮有希、楠木さやか、小泉ひかり、奥菜千春

2005年
- ミルキィプリン♪オールスターズ 巨乳だらけの超スペシャル版（4月15日、みるきぃぷりん♪）ANZ、小坂洋子、小嶋ゆうこ、中山ひなの、長谷川ゆい、三好理恵

#### 甘味いちご
2004年
- 誘惑いちごプリン 甘味いちご（2月21日、h.m.p）
- wild strawberries 極めるぜ！ 甘味いちご◆4時間（5月21日、ビデオバンク）
- まいっちんぐいちご先生 甘味いちご（10月6日、ワープエンタテインメント）
- 爆乳MAX FUCKER Hcup 甘味いちご（10月8日、アイデアポケット）
- 不健全なナースペット 甘味いちご（11月3日、ドリームチケット）

2005年
- 巨乳が着がえて癒してあげる[和みコスプレ爆乳オナサポ] 甘味いちご（1月7日、ドリームチケット）
- 団地妻2 [浮気常習犯]（2月10日、ドリームチケット）他出演:田中梨子、MIREI
- 爆乳カルテット（2月15日、MOODYZ）他出演:春菜まい、夜桜すもも、小泉麻由
- 巨乳奉仕 2 すべてのオッパイ好きに捧ぐ 甘味いちご（3月1日、MOODYZ）
- THE 巨乳看護婦3（3月10日、ドリームチケット）他出演:早坂まゆみ、小川音子
- 泡姫6 特殊浴場接待ルーム（4月10日、ドリームチケット）他出演:松田友美、野原もも
- デジタル巨乳セレクション（7月1日、アイデアポケット）他出演:朝比奈ゆい、森下理音、宮下杏奈、彩名杏子、春菜まい、北川美果、綾乃梓
- Platinum Ticket 28（8月10日、ドリームチケット）
- 蛇縛の拷問折檻5 偏愛の美学…（10月7日、アタッカーズ）他出演:葵あげは、美咲ゆりあ

2006年
- 豊乳水着girl 13人 4時間（1月1日、MOODYZ）他出演:黒沢愛、森永みか、春菜まい、ひな、舞岡結希、麻生まりも、吉永ゆりあ、斉藤ここみ、持田茜、早咲まみ、小春ひより、神崎優
- パイズリ 13人3時間（2月13日、MOODYZ）他出演:麻生まりも、舞岡結希、黒沢愛、綾乃梓、あいか瞬、早咲まみ、小川流果、春菜まい
- 爆乳QUEEN EXPLOSION TITS（4月1日、アイデアポケット）他出演:北川美果、綾乃梓、佐藤るり
- 泡姫×THE 4時間（11月15日、ドリームチケット）他9名出演

2007年
- THE 巨乳看護婦×THE 4時間（6月5日、ドリームチケット）他9名出演

2008年
- 蛇縛の拷問折檻DX3（3月7日、アタッカーズ）他出演:葵あげは、美咲ゆりあ、星月まゆら、中村香月、薫まい